# Ruth Harris
Pour les articles homonymes, voir Harris.
Ruth Harris (née le 25 décembre 1958) est une historienne et universitaire américaine. Elle est professeure d'histoire moderne à l'Université d'Oxford depuis 2011 et chercheuse principale au All Souls College d'Oxford depuis 2016. Auparavant, elle est chercheuse junior au St John's College d'Oxford de 1983 à 1987, professeure associée au Smith College de 1987 à 1990 et fellow du New College d'Oxford entre 1990 et 2016. Elle reçoit le prix d'histoire Wolfson en 2010 pour son livre The Man on Devil's Island, une biographie sur Alfred Dreyfus.

## Jeunesse et éducation
Harris naît le 25 décembre 1958. Elle grandit à Philadelphie, en Pennsylvanie. Elle étudie à l'université de Pennsylvanie, où elle obtient un baccalauréat ès arts (BA) et une maîtrise ès arts (MA),. Ayant remporté une bourse, elle étudie ensuite à l'université d'Oxford et obtient un doctorat (DPhil) en 1984,. Sa thèse de doctorat s'intitule « Murders and madness: legal psychiatry and criminal anthropology in Paris, 1880-1910 ».

## Carrière académique
Harris commence sa carrière universitaire en tant que chercheuse junior au St John's College d'Oxford, entre 1983 et 1987,. En 1987, elle est présélectionnée pour un poste à Christ Church, Oxford, mais « décide de se retirer lorsqu'elle réalise qu'il n'y avait qu'une seule autre femme au collège ». Elle retourne aux États-Unis et accepte un poste au Smith College à Northampton, dans le Massachusetts. De 1987 à 1990, elle est professeure agrégée au Smith College,.
En 1990, Harris retourne en Angleterre et est élue fellow du New College d'Oxford où elle est tutrice en histoire. Elle enseigne également à la faculté d'histoire de l'université d'Oxford et en 2011 est nommée professeure d'histoire moderne,. En 2016, elle est élue chercheuse principale au All Souls College d'Oxford,.
Elle donne en 2006 les conférences George L. Mosse à l'Université du Wisconsin à Madison et en 2017, les conférences George Macaulay Trevelyan à Cambridge.
Elle est membre du comité de rédaction de Past & Present.

## Vie privée
En 1985, Harris épouse l'historien et romancier Iain Pears. Ensemble, ils ont deux fils.

## Prix
En 1996, Harris reçoit une bourse Guggenheim pour ses recherches sur l'histoire de France. Elle reçoit le prix d'histoire Wolfson 2010 pour son livre, The Man on Devil's Island: Alfred Dreyfus and the Affair that Divided France,. En 2011, elle est élue Fellow de la British Academy (FBA), l'académie nationale britannique des sciences humaines et sociales. En février 2014, elle est nommée membre honoraire du St John's College d'Oxford.

## Publications
- Murders and madness: medicine, law, and society in the fin de siècle, Oxford, Clarendon Press, 1989 (ISBN 978-0198229919)
- Lourdes: body and spirit in a secular age, London, Allen Lane, 1999 (ISBN 978-0713991864)[16]
- « Lourdes : les femmes et la spiritualité », Mélanges de l'École française de Rome. Italie et Méditerranée, vol. 117, no 2,‎ 2005, p. 621-634 (lire en ligne, consulté le 8 juin 2024).
- The Art of Survival: Essays in Honour of Olwen Hufton, Oxford, Oxford Journals, 2006 (ISBN 978-0199208029)
- The man on Devil's Island: Alfred Dreyfus and the affair that divided France, London, Allen Lane, 2010 (ISBN 978-0713997309)